# Wilhelm Reinhardt (Basketballspieler)
Wilhelm Reinhardt (* 18. Mai 1970 in Hagen) ist ein ehemaliger deutscher Basketballspieler.

## Laufbahn
Reinhardt stand zwischen 1987 und 1990 im Aufgebot von Goldstar Hagen (1990 in Brandt Hagen umbenannt) für die Basketball-Bundesliga. Im Sommer 1988 nahm er mit der bundesdeutschen Auswahl an der Junioren-Europameisterschaft teil.
Im Spieljahr 1990/91 stand der 1,90 Meter große Aufbauspieler beim Bundesligisten TuS Bramsche unter Vertrag, folgende Stationen waren TVG Trier (bis 1994), die BG Koblenz und der TV Salzkotten.
Nach dem Studium der Rechtswissenschaft, welches er an der Universität Trier 1997 mit dem Doktorgrad abschloss, wurde er als Rechtsanwalt tätig.